# Oregon Route 58
Az Oregon Route 58 (OR-58) Oregon leghosszabb országútja, amely kelet–nyugati irányban az Interstate 5, valamint az Oregon Route 99 gosheni csomópontja és a U.S. Route 97 Chemult közelében fekvő elágazása között halad.
A szakasz Willamette Highway No. 18 néven is ismert.

## Leírás
A szakasz az Interstate 5 és az Oregon Route 99 Goshenben fekvő csomópontjánál kezdődik délkeleti irányban. Pleasant Hill érintése után a nyomvonal elhalad a trenti és dexteri kereszteződések mellett, mígnem a Dexter-víztározó déli partjáig és a lowelli elágazáshoz érkezik. Innen a pálya hosszasan a környező vizek partjai mentén kanyarog, majd keletre fordulva a Westfirbe és az oakridge-i repülőtérhez vezető utak kereszteződése után Oakridge területére ér. Innen a Willamette Nemzeti Erdőben tovább közlekedve végül a US 97 Crescent és Chemult közti elágazásában végződik.
Az OR 58 tranzitútvonalként van nyilvántartva; telente a tehergépjárműveknek alternatívát nyújt az Interstate 5 Siskiyou-hágónál található nagyobb emelkedői és az időszakos lezárások kikerülésére. Az országút ezenfelül szerepel a szövetségi országutak nyilvántartásában is.

### Történet és nyomvonal-korrekciók

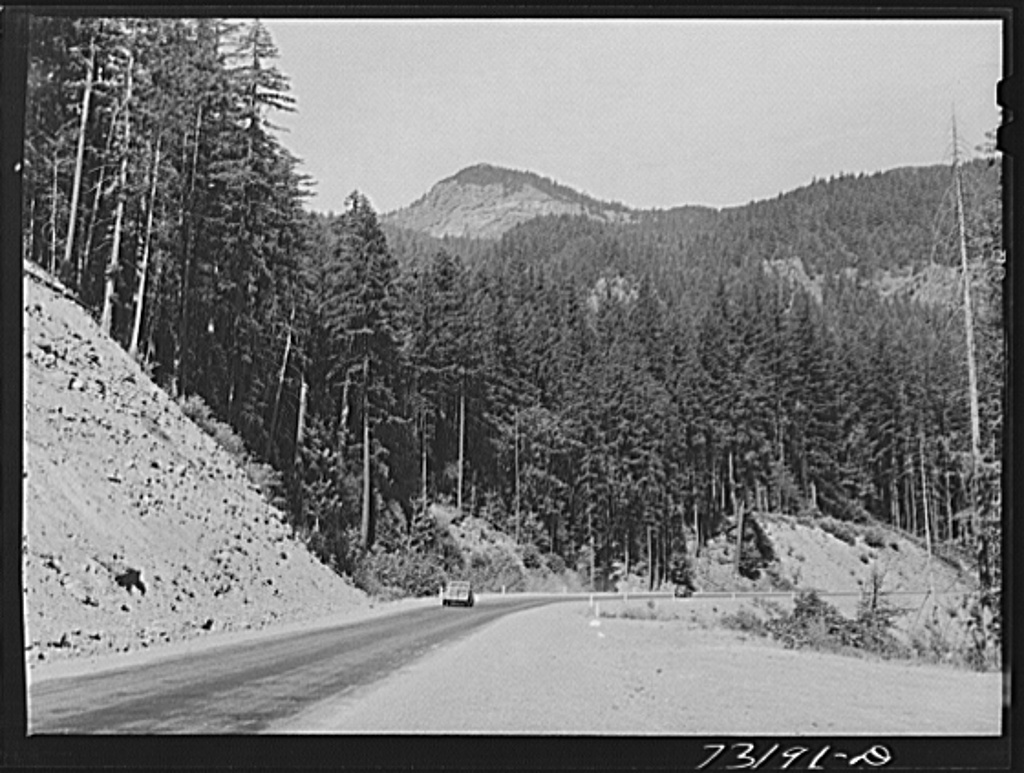
A Willamette Nemzeti Erdőben futó szakasz

- Az 1850-es években az első telepesek a mai szakasztól délre elhelyezkedő Willamette-hágón keresztezték a Cascade-hegységet. 1853 októberében 1500 fő a hágóban rekedt, de a Willamette-folyó középső ágán dolgozó, a Boise és a Willamette-völgy közötti kapcsolatot megteremteni kívánó telepesek megmentették őket.[1]
- 1865 júliusában az Amerikai Egyesült Államok Kongresszusa engedélyezte az idahói Boise-erődhöz vezető katonai szállításra kijelölt út megépültét, melyhez földbirtokokat biztosítottak a szakasz mentén. A kivitelezésre megalakított Oregon Central Military Wagon Road Company 680 km hosszú nyomvonalat jelölt ki és 3263 négyzetméternyi területhez jutott volna hozzá. A munkálatok minőségét és az útvonalat érő kritikák és jogi ügyek miatt mindössze 958,31 km² terület került a vállalathoz. A mai OR 58 a Eugene–Cascade-hegység–Közép-Oregon útvonalon az egykori szakasz vonalát követi.[2][3][4][5]
- A Willamette Highway No. 18 1922. november 24-én került fel az állami országutak listájára; az akkoriban elhanyagolt szakaszt a gosheni végtől indulva kezdték fejleszteni.[6] A számozási rendszert 1932-ben vezették be, az 58-ast is ekkor osztották ki.[7][8] 1933-ban egy nagyobb módosítást hajtottak végre: az Emigráns-hágótól a Willamette Nemzeti Erdőbe, a Willamette-hágóhoz helyezték át a nyomvonalat, ehhez több félviaduktot és egy alagutat (Sós-pataki-alagút) alakítottak ki, hogy „ne károsítsák a hegyoldalt a szükségesnél nagyobb mértékben”. Az átadóünnepséget 1940. július 30-án tartották, ekkor még úgy gondolták, ez lesz az utolsó, az állam által kialakított országút.[9] A szakasz csak az 1960-as években kapott teljes hosszán szilárd burkolatot.

## Fordítás
Ez a szócikk részben vagy egészben  az   Oregon Route 58 című angol Wikipédia-szócikk ezen változatának fordításán alapul.  Az eredeti cikk szerkesztőit annak laptörténete sorolja fel. Ez a jelzés csupán a megfogalmazás eredetét és a szerzői jogokat jelzi, nem szolgál a cikkben szereplő információk forrásmegjelöléseként.